# Bombardowania Iraku i Syrii (2024)
Bombardowania Iraku i Syrii (2024) – przeprowadzone w dniu 2 lutego 2024 przez Siły Powietrzne Stanów Zjednoczonych (USAF) naloty bombowe na irańską Gwardię Rewolucyjną i wspierane przez Iran grupy bojówek islamskich zlokalizowanych w Iraku i Syrii. Bombardowania przeprowadzono w odwecie za atak dronów dokonany tydzień wcześniej przez Islamski Ruch Oporu w Iraku, którego celem były wojska amerykańskie w Jordanii, w wyniku którego zginęło trzech amerykańskich żołnierzy.

## Tło wydarzeń
Od rozpoczęcia wojny Izraela z Hamasem 7 października 2023, grupy bojówek wspierane przez Iran przeprowadziły ponad 160 ataków na amerykańskie bazy wojskowe w Iraku, Jordanii i Syrii. W wyniku tych ataków kilkudziesięciu żołnierzy amerykańskich zostało rannych. 28 stycznia 2024 atak drona Shahed 136 przeprowadzony przez Islamski Ruch Oporu w Iraku uderzył w kompleks Tower 22 – bazę wojskową USA w Jordanii, w wyniku czego zginęło trzech żołnierzy amerykańskich, a co najmniej 40 innych zostało rannych.

## Bombardowania
Około północy z 2 na 3 lutego czasu lokalnego (UTC+3) Siły Powietrzne Stanów Zjednoczonych przeprowadziły naloty na powiązane z Iranem grupy bojowników w Iraku i Syrii. W operacji brały udział dwa bombowce B-1B, które wystartowały z bazy Dyess Air Force Base w Teksasie. Docelowe obiekty przeznaczone do zbombardowania obejmowały centra dowodzenia i kontroli, centra wywiadowcze, rakiety, pociski, magazyny bezzałogowych statków powietrznych, a także obiekty łańcucha dostaw logistyki i amunicji należące do bojówek wspieranych przez Iran. Amerykańscy urzędnicy poinformowali, że uderzono w 85 celów w siedmiu obiektach – trzy cele w Iraku i cztery w Syrii, przy użyciu 125 rakiet precyzyjnych.
Iraccy urzędnicy ds. bezpieczeństwa poinformowali, że celem sześciu nalotów było kilka miejsc na terenie Iraku, podczas gdy syryjskie media państwowe ogłosiły, że „amerykańska agresja” uderzyła w szereg miejsc na pustynnych obszarach Syrii oraz na granicy iracko-syryjskiej. Iraccy urzędnicy poinformowali, że naloty trafiły w kwaterę główną Sił Mobilizacji Ludowej w Akashat, zabijając 16 bojowników. Iraccy urzędnicy wskazali również, że ataki dosięgły trzy budynki wykorzystywane przez Kata’ib Hezbollah w prowincji Anbar.
Według Syryjskiego Obserwatorium Praw Człowieka w nalotach w Syrii zginęło co najmniej 29 bojowników wspieranych przez Iran.
W dniu 7 lutego Stany Zjednoczone dokonały kolejnego ataku na bojówki milicyjne wpierane przez Iran. Wojska Stanów Zjednoczonych przeprowadziły atak na pojazd jednej z jednostek milicji z użyciem drona w Bagdadzie, w wyniku czego zginęło trzech bojowników Kata’ib Hezbollah, w tym jeden z dowódców – Abu Baqir al-Saadi.

### Następstwa bombardowań
Departament Skarbu Stanów Zjednoczonych nałożył sankcje na kilka osób powiązanych z Korpusem Strażników Rewolucji Islamskiej. Zdjęcia satelitarne wykonane przez Planet Labs ujawniły rozległe zniszczenia obiektu wykorzystywanego przez Liwa Fatemijun w Ajjasz, niedaleko Dajr az-Zaur w Syrii. Obiekt został zniszczony przez bombowce B-1B.

## Reakcje na wydarzenia
- ONZ: Rada Bezpieczeństwa ONZ na wniosek Federacji Rosyjskiej ogłosiła zorganizowanie nadzwyczajnego posiedzenia w sprawie bombardowań przeprowadzonych przez Stany Zjednoczone na terenie Syrii i Iraku[14].
- Chińska Republika Ludowa potępiła bombardowania prowadzone przez Stany Zjednoczone. Ambasador Chin przy ONZ Zhang Jun powiedział na forum Organizacji Narodów Zjednoczonych, że działania wojskowe Stanów Zjednoczonych niewątpliwie podsycają nowe zamieszanie w regionie i jeszcze bardziej intensyfikują napięcia[15].
- Hamas potępił bombardowania nazywając je dolewaniem oliwy do ognia[16]. Palestyński Islamski Dżihad także potępił bombardowania, nazywając je rażącą agresją amerykańską w interesie zachodniego kolonializmu i bytu syjonistycznego[17].
- Irak: Przywódca irackiej grupy bojowników Kata’ib Sayyid al-Shuhada wezwał Kuwejt, Jordanię i Arabię Saudyjską, aby nie pozwalały Stanom Zjednoczonym na wykorzystywanie ich terytorium do przeprowadzania ataków[18]. Rzecznik Harakat Hezbollah al-Nudżaba, Hussein al-Mosawi, powiedział, że Stany Zjednoczone muszą zrozumieć, że każda akcja wywołuje reakcję, a także stwierdził, że bojówki nie chcą eskalacji ani poszerzania napięć regionalnych[19]. Kasem al-Aaraji – jeden z doradców ds. bezpieczeństwa narodowego stwierdził, iż ataki USA nie pomagają w uspokojeniu sytuacji w kraju. Władze Iraku wskazały również na naruszenie suwerenności państwa[20].
- Iran: Ministerstwo Spraw Zagranicznych Iranu potępiło ataki, nazywając je strategicznym błędem rządu Stanów Zjednoczonych, który nie przyniesie żadnego rezultatu poza pogłębieniem niestabilności w regionie. Rzecznik Ministerstwa Spraw Zagranicznych Nasser Kanaani powiedział, że ataki stanowią naruszenie suwerenności i integralności terytorialnej Iraku i Syrii, prawa międzynarodowego oraz jawne naruszenie Karty Narodów Zjednoczonych[21]. Prezydent Iranu Ebrahim Raisi powiedział, że Iran nie rozpocznie wojny, ale zdecydowanie zareaguje na działania każdego, kto zechce naruszyć integralność terytorialną Iranu[22].
- Polska: Minister spraw zagranicznych RP Radosław Sikorski skomentował wydarzenia podczas nieformalnego spotkania szefów MSZ w Brukseli, stwierdzając, że sprzymierzeńcy Iranu igrali z ogniem od miesięcy i lat, a teraz ten ogień ich dosięgnął[23].
- Rosja: MSZ Federacji Rosyjskiej potępiło bombardowania, stwierdzając, że Stany Zjednoczone sieją chaos i zniszczenie na Bliskim Wschodzie. Rzeczniczka rosyjskiego MSZ Maria Zacharowa wskazała, że jest oczywiste, że naloty są celowo zaprojektowane, aby jeszcze bardziej zaognić konflikt[24].
- Syria: Ministerstwo Obrony Syrii nazwało bombardowania agresją amerykańskich sił okupacyjnych oraz osłabieniem możliwości bojowych Armii Syryjskiej i jej sojuszników w walce z terroryzmem[25].
- Stany Zjednoczone: Prezydent Stanów Zjednoczonych Joe Biden skomentował bombardowania Iraku i Syrii w serwisie X następującymi słowami: Na moje polecenie siły wojskowe Stanów Zjednoczonych uderzyły w cele w Iraku i Syrii, których irański Korpus Strażników Rewolucji i powiązane z nim milicje używają do ataków na siły USA. Nie szukamy konfliktu na Bliskim Wschodzie ani gdziekolwiek indziej na świecie. Ale do wszystkich, którzy chcą nam wyrządzić krzywdę: odpowiemy[26]. Rząd Stanów Zjednoczonych zapowiedział również podjęcie kolejnych kroków, wskazując na początek działań wymierzonych w bojowników powiązanych z Iranem[27].
- Wielka Brytania nazwała Stany Zjednoczone swoim niezłomnym sojusznikiem i oświadczyła, że popiera prawo Stanów Zjednoczonych do reagowania na ataki na jej bazy wojskowe[28].